# Stabilité des filtres linéaires
En électronique, un filtre électrique linéaire est une interconnexion de dipôles électriques linéaires (condensateur, résistance, ...), de sorte à modifier un signal. On obtient ainsi un filtre linéaire.
Le signal à la sortie d'un tel montage est donc transformé. De fait, on utilise ces filtres pour sélectionner certaines fréquences d'un signal, c'est-à-dire atténuer l'amplitude de certaines fréquences et éventuellement amplifier d'autres. Afin d'améliorer la sélectivité des filtres, on utilise, en plus des dipôles passifs, des composants actifs tels les amplificateurs opérationnels.
Si un filtre électrique passif est toujours stable, l'ajout de composants actifs peut modifier ce comportement. En effet, ils injectent de la puissance dans le circuit, qui peut contrecarrer les pertes énergétiques et rendre le montage instable.

## Exemple simple
Un signal électrique e(t) est appliqué aux deux extrémités d'un circuit composé d'une résistance et d'un condensateur reliés en série.
On récupère un signal filtré aux bornes de l'un des dipôles. Par exemple, on peut noter s(t) la tension aux bornes du condensateur. On peut établir l'équation différentielle liant s au signal d'entrée :
{\displaystyle {\frac {ds}{dt}}+{\frac {1}{RC}}s={\frac {1}{RC}}e}
À haute-fréquence, {\displaystyle f\gg {\frac {1}{RC}}}. Alors, s est négligeable devant {\displaystyle RC{\frac {ds}{dt}}}, et on peut en première approximation considérer que le signal de sortie est une primitive du signal d'entrée : on parle d'« intégrateur ». Ce signal est cependant de très faible amplitude :
{\displaystyle s(t)={\frac {1}{RC}}\int _{0}^{t}e(t)dt}
À basse-fréquence, c'est au contraire la dérivée de s qui est négligeable. On se retrouve dans le cas quasi stationnaire, et le signal passe intégralement : s = e.
On parle de filtre « passe-bas », qui prive le signal de ses plus hautes fréquences.

### Généralisation
On peut étendre ces résultats à plusieurs montages de ce type connectés les uns aux autres, on parle de montage « à 2 RC », puis « à 3 RC ». On montre alors dans le premier cas :
{\displaystyle (RC)^{2}\cdot {\frac {d^{2}s(t)}{dt^{2}}}+3RC{\frac {ds(t)}{dt}}+s(t)=e(t)}
et dans le second,
{\displaystyle (RC)^{3}\cdot {\frac {d^{3}s(t)}{dt^{3}}}+6(RC)^{2}\cdot {\frac {d^{2}s(t)}{dt^{2}}}+5RC{\frac {ds(t)}{dt}}+s(t)=e(t)}.
Dans les deux cas, il s'agit d'un filtre « passe-bas », mais d'ordre respectivement 2 et 3.
On peut former, dans le cas d'un circuit « à 3 RC », former un oscillateur en bouclant le système de sorte que e= -29.s, il s'agit d'un oscillateur « quasi sinusoïdal » :
{\displaystyle s(t)=A\cdot cos(2\pi ft+\varphi )}.
La fréquence des oscillations est
{\displaystyle f={\frac {\sqrt {5}}{RC}}}.
L'amplitude du signal est en réalité bornée, par des effets non-linéaires, qui ne sont pas pris en compte dans cette étude simplifiée.

## Stabilité d'un filtre
La stabilité d'un filtre électrique linéaire d'ordre n se ramène en réalité à l'étude des racines d'un polynôme à coefficients réels positifs de degré n, dit « polynôme caractéristique » de l'équation différentielle.
On dit qu'un filtre est stable si, lorsque le signal d'entrée est constant, le signal de sortie atteint - éventuellement après un temps d'induction - une valeur constante.
Pour qu'un filtre soit stable, il faut et suffit que les n racines complexes de ce polynôme aient une partie réelle négative, il s'agit alors d'un polynôme de Hurwitz.
De ce fait, l'étude des racines d'un polynôme à coefficients réels a fait l'objet d'études approfondies depuis Descartes, puis surtout Charles Sturm, Routh et Hurwitz, puis Jury et Fujiwara pour les filtres numériques (c’est-à-dire non analogiques) qui sont ceux de l'électronique moderne.

### Cas d'une équation d'ordre 2
Le polynôme caractéristique peut être écrit :
{\displaystyle ax^{2}+bx+c}.
C'est un polynôme de Hurwitz si a, b et c sont positifs. Par convention, on choisit c positif, sans restriction de généralité.
On peut interpréter cela comme un bilan énergétique : pour un circuit RLC, on trouve :
- a = L ;
- b = R ;
- c = 1/C.

Ces termes ne sont pas sans rapport avec l'énergie magnétique due à l'induction, 1/2 L I², l'énergie électrique due au condensateur, 1/2 q²/C, et l'énergie thermique dissipée par effet Joule au travers de la résistante : R I².

### Cas d'une équation d'ordre 3
Le cas d'une équation de troisième ordre demande une condition plus subtile :
{\displaystyle ax^{3}+bx^{2}+cx+d}
Ce polynôme est de Hurwitz ssi :
- a, b, c, d sont positifs ;
- (bc - ad)>0.

On peut interpréter le coefficient d > 0 comme une résistance négative dépendant de la fréquence (FDNR), qui injecte dans le circuit la puissance {\displaystyle -D\omega ^{2}I^{2}}. Alors, si {\displaystyle bc\geq ad}, I n'est plus bornée, le filtre est instable.
C'est cela qui explique le coefficient 29 de l'oscillateur quasi sinusoïdal donné en exemple, qui garantit la stabilité de celui-ci.